# ベアトリス2世 (ブルゴーニュ女伯)
ベアトリス2世（Béatrice II de Bourgogne, 1193年 - 1231年5月7日）は、ブルゴーニュ女伯（在位：1205年 - 1231年）。ブルゴーニュ伯オトン1世とマルグリット・ド・ブロワの次女。ドイツ名でベアトリクス・フォン・シュタウフェン（Beatrix von Staufen）とも呼ばれる。

## 生涯
1200年に父オトンがブザンソンで暗殺された後、男子がいなかったために姉ジャンヌ1世が幼くして伯位を継いだ。しかしジャンヌも1205年に早世したため、ベアトリスが後を継いだ。
1208年にアンデクス伯およびメラーン公オットー1世（ブルゴーニュ伯としてはオトン2世、1234年没）と結婚した。2人の間には1男5女が生まれ、ベアトリスの死後にオットー2世とアーデルハイトが相次いでブルゴーニュ伯を継承した。
- オットー2世（1208年 - 1248年6月19日） - ブルゴーニュ伯（オトン3世）、アンデクス公、メラーノ公
- アーデルハイト（1209年 - 1279年3月8日） - ブルゴーニュ女伯（アデライード）、初めユーグ3世・ド・シャロンと結婚、死別後の1267年にサヴォイア伯フィリッポ1世と結婚。
- アグネス（1215年? - 1263年） - 1229年オーストリア公フリードリヒ2世と結婚（1240年離婚）、1248年にケルンテン公ウルリヒ3世と結婚。
- ベアトリクス（? - 1265年） - オーラミュンデ伯ヘルマン2世と結婚。
- マルガレータ（? - 1271年10月25日） - 1232年9月25日モラヴィア辺境伯プシェミスル（ボヘミア王オタカル1世子）と結婚、1240年6月2日トリューディンゲン伯フリードリヒ5世（1274年8月30日没）と結婚。
- エリーザベト（? - 1272年12月18日） - ニュルンベルク城伯フリードリヒ3世と結婚。